# Windhand
Windhand ist eine US-amerikanische Stoner-Doom-Band, die seit 2009 aktiv ist.

## Bandgeschichte
Das Quintett wurde 2009 von Dorthia Cottrell, Garrett Morris, Asechiah Bogdan, Nathan Hilbish und Jeff Loucks gegründet und veröffentlichte 2010 ein Zwei-Track-Demo, welche noch im Proberaum der Band aufgenommen wurde. Loucks verließ die Band kurz darauf und machte Platz für den neuen Schlagzeuger Ryan Wolfe, der zwei Jahre später sein Studiodebüt auf dem gleichnamigen Debütalbum der Band gab, das von Forcefield Records veröffentlicht wurde. Das Album wurde ein Underground-Hit und erregte die Aufmerksamkeit von Relapse Records, bei denen Windhand kurz darauf unterschrieben. Bassist Hilbish verließ anschließend die Band und wurde 2013 durch Parker Chandler ersetzt. Im selben Jahr veröffentlichte die Band ihr Relapse-Debüt, eine Split-Aufnahme mit der Band Cough aus Virginia namens Reflection of the Negative. Im September folgte Soma, das zweite Album der Band. Bisher ist Soma das, am besten rezensierte und verkaufte Album der Band.
Den Rest des Jahres und den größten Teil des Jahres 2014 tourten Windhand und spielten sowohl Support- als auch Headliner-Touren in Nordamerika, Europa und Australien. An Halloween veröffentlichten sie eine Split-Single mit der schwedischen Doom-Metal-Band Salem's Pot unter Riding Easy Records. Im Frühjahr begaben sich Windhand mit dem Produzenten und Tontechniker Jack Endino (Nirvana, Soundgarden, High on Fire) ins Soundhouse Studio in Seattle, um ihr drittes Album aufzunehmen. Grief's Infernal Flower wurde im September von Relapse veröffentlicht. Eine Split-EP mit der Doomcore-Band Satan's Satyrs aus Virginia folgte 2018, gefolgt vom fünften Studio-Longplayer der Gruppe, Eternal Return, der wiederum von Jack Endino produziert wurde.

## Stil
Als Beschreibung für den Stil der Band verwenden Kritiker häufig die Bands Electric Wizard, Sleep und Black Sabbath, deren Stil jenem von Windhand in Teilen stark ähnle. Auch gesanglich werden häufig Vergleiche zu Genregrößen wie Lori Steinberg von Acid King oder Laura Pleasants von Kylesa gezogen, Dieser sei schwermütig und rauchig.
Unterlegt wird der Gesang von einem tiefer gestimmten „pumpendem“, „brodelndem“ Bass und ebenfalls tiefer gestimmten, stark verzerrten Gitarre, die neben schweren, teils schlampig gespielten Riffs auch Lead- und Solo-Elemente spielt. Dadurch wirken die teils überlangen Songs kurzweiliger und eingängiger.

## Diskografie
- 2010: Windhand (Demo, Eigenveröffentlichung)
- 2012: Windhand (Album, Forcefield Records)
- 2013: Reflection of the Negative (Split mit Cough)
- 2013: Soma (Album, Relapse Records)
- 2014: Windhand Live at Roadburn 2014 (Live-Album, Roadburn Records)
- 2015: Grief's Infernal Flower (Album, Relapse Records)
- 2018: Windhand / Satan's Satyrs (Split mit Satan's Satyrs)
- 2018: Eternal Return (Album, Relapse Records)
- 2019: Live Elsewhere (Live-Album, Relapse Records)
- 2020: Levitation Sessions (Live-Album, ReverbNation)